# Amina Bazindre
Amina Djibo Bazindre, née le 28 janvier 1955, est une diplomate nigérienne. Le 5 février 2010, elle devient ambassadrice du Niger en Russie.

## Biographie
En 2005, Amina Bazindre est répertoriée comme Ambassadrice du Niger en Hongrie par le ministère hongrois des Affaires étrangères.
Le 5 février 2010, elle devient Ambassadrice du Niger en Russie.
En janvier 2011, elle est reçue par Angela Merkel et Christian Wulff en tant qu'ambassadrice du Niger en Allemagne,. Ses responsabilités comprennent également une représentation diplomatique en Slovaquie.
En décembre 2011, elle est nommée Inspectrice des services diplomatiques et consulaires du Niger. En avril 2013, elle est nommée secrétaire générale de la commission nationale de la francophonie.
En 2018, elle est répertoriée par le ministère des Affaires étrangères de la Roumanie comme Ambassadrice du Niger en Roumanie.